# D.H. Peligro
D.H. Peligro właśc. Darren Henley (ur. 9 lipca 1959 w Saint Louis, zm. 28 października 2022 w Los Angeles) – amerykański perkusista.

## Życiorys
W lutym 1981 zaczął występować z zespołem Dead Kennedys po odejściu Teda i grał z nimi do rozpadu w grudniu 1986. Ponownie dołączył do nich w 2001 po reaktywacji.
W Dead Kennedys zagrał na albumach In God We Trust, Inc., Plastic Surgery Disasters, Frankenchrist, Bedtime for Democracy, a także w niektórych utworach ze składanki Give Me Convenience or Give Me Death. Grał również z takimi zespołami jak Red Hot Chili Peppers (bardzo krótko), Nailbomb, The Feederz i SSI.
„Peligro” oznacza w języku hiszpańskim niebezpieczeństwo.
Pod koniec lat 90. razem z East Bay Rayem i Klausem Flouride pozwał do sądu Jello Biafrę. Poszło o tantiemy, prawa do nagrań i prawa do nazwy zespołu. Po długim i skomplikowanym procesie w 2000 zapadł wyrok korzystny dla nich. W 2001 roku reaktywowali Dead Kennedys jednak bez Jello Biafry, którego zastąpili ex-wokalistą grupy Dr. Know Brandonem Cruzem.
D.H. Peligro zadebiutował w 1995 albumem Peligro wydanym przez Alternative Tentacles Biafry. Płyta została jednak usunięta z katalogu firmy w 2001. Łącznie nagrał trzy albumy z własnym zespołem Peligro. Muzyka Peligro to punk, reggae, funk z domieszką metalu.

## Dyskografia
- Peligro, (Alternative Tentacles 1995)
- Welcome to America, (Dirrty Records 2000)
- Sum of Our Surroundings, (Dirrty Records 2003)